# Битва при Кастійоні
Битва при Кастійоні — битва, що відбулася 17 липня 1453 року між англійськими та французькими військами біля містечка Кастійон-ла-Батай у Гасконі. Битва була останнім боєм Столітньої війни і завершилася повним розгромом англійських військ. Битва була однією з перших битв у європейській історії, в якій артилерія зіграла вирішальну роль.
Англійці під командуванням Джона Толбота, графа Шрюсбері, попрямували на допомогу до Кастильони і атакували добре укріплений табір, але французи, зробивши вилазку, завдали фланговий удар і розгромили англійців. Толбот був убитий.

## Передісторія
Після звільнення французами Бордо в 1451 році Столітня війна пішла на спад. Жителі гасконського Бордо, що мали давні економічні зв'язки з Англією та майже трьохсотлітнього панування англійців, вважали себе англійськими підданими, відправили в Лондон делегацію до короля Генріха VI з проханнями звільнити їх від французів. Приставши на вимоги делегації, англійський король відправив у Францію трьохтисячний загін воїнів під керівництвом відомого воєначальника Джона Талбота. При наближенні англійців до Бордо містяни вибили французький гарнізон з міста і відкрили ворота англійським військам.
Тим часом французький король Карл VII протягом зими збирав війська для майбутньої кампанії проти англійців. З настанням весни король на чолі армії також виступив до Бордо.

## Битва
Сил Талбота було недостатньо для відбиття наступу переважаючих французьких військ, які наступали трьома загонами. Коли передова французька армія обложила Кастільйон, Талбот виступив на допомогу обложеним. Французький командувач Жан Бюро наказав своїм військам (7 000-10 000 чол.) зміцнити табір, оточивши його ровом і частоколом, за яким французи розташовували 300 гармат артилерії. 17 липня 1453 року передовий загін англійців (1300 чол.) на чолі з Талботом досяг французького табору, розбивши по дорозі в лісі великий загін французьких стрільців-ополченців.
Через кілька годин після першого зіткнення Талбот був сповіщений, що французька армія почала відступ. Ця інформація виявилась хибною: насправді, французи виводили з табору лише цивільних з метою убезпечити їх від битви.
Поспішно перегрупувавши свої сили, Талбот на чолі своїх військ рушив на французький табір. На його здивування, укріплення захищали тисячі стрільців і арбалетників за підтримки численної артилерії. Проте, Талбот зважився на штурм табору і цей штурм виявився самовбивчим, хоча сам Талбот і не узяв безпосередньої участі в битві: у минулому, перебуваючи у французькому полоні, він дав зобов'язання не битися проти французів. Англійці, атакувавши табір і подолавши рів, були зустрінуті градом стріл і жорстоким артилерійським вогнем противника. Незабаром до англійців підійшло підкріплення, проте цих сил було недостатньо для оволодіння табором.
Через годину після початку битви до місця бою прибув загін бретонської кавалерії і атакував правий фланг англійців. Англійці почали тікати. Під час втечі під Талботом вбили коня і командувач, придавлений вагою мертвої тварини, пролежав на полі бою до тих пір, поки один з французьких ополченців не впізнав його і не зарубав сокирою.
Через три місяці французи взяли Бордо. Ця подія ознаменувала собою закінчення Столітньої війни і фактичний кінець середньовіччя.